# Ернст Гайнкель
Ернст Га́йнкель (нім. Ernst (Heinrich) Heinkel, в радянських джерелах часом уживається Хейнкель; 24 січня 1888, Грунбах — 30 січня 1958, Штутгарт) — німецький інженер-авіаконструктор, засновник фірми Heinkel.
Почав конструювати літаки у 1911. У 1922 заснував власну фірму Ernst Heinkel Flugzeugwerke.
До його розробок фірми належать:
- пасажирські літаки (Heinkel He 70)
- літаки-винищувачі (He 51), Hansa-Brandenburg D.I
- бомбардувальники, які використовували під час Другої світової війни (He 111)
- перший у світі реактивний літак (He 178)

Після війни у 1945 фірма Гайнкеля була конфіскована. У 1950 Гайнкель знову заснував свою власну фірму з виробництва моторів.

## Нагороди
- Залізний хрест 2-го класу на біло-чорній стрічці (для некомбатантів)
- Медаль Рудольфа Дізеля
- Орден Священного скарбу 3-го класу (Японія)
- Німецька національна премія за мистецтво і науку (1938)
- Почесний знак «Піонер праці» (1 травня 1942)
- Почесний громадянин громади Ремсгальден
- Почесне звання «Лідер воєнної економіки»